# Блу Лейк (град, Калифорния)
Блу Лейк (на английски: Blue Lake) е град в окръг Хъмбоулт, щата Калифорния, САЩ. Блу Лейк е с население от 1265 жители (по приблизителна оценка от 2017 г.) и обща площ от 1,6 km². Намира се на 40 m надморска височина. ЗИП кодовете му са 95525, а телефонният му код е 707.